# والتر ثورنتون
والتر ثورنتون (بالإنجليزية: Walter Thornton)‏ هو لاعب كرة قاعدة أمريكي، ولد في 18 فبراير 1875 في بيوريا في الولايات المتحدة، وتوفي في 14 يوليو 1960 في لوس أنجلوس في الولايات المتحدة.

## وصلات خارجية
- والتر ثورنتون على موقع جمعية أبحاث البيسبول الأمريكية (الإنجليزية)